# تویوتا های‌آس
تویوتا های‌ اِیس (Toyota HiAce) خودرویی است که از سال ۱۹۶۷ تا کنون توسط شرکت تویوتا در ژاپن تولید شده‌است.